# Harald Zwart
Harald Zwart (sinh ngày 1 tháng 7 năm 1965) là một đạo diễn phim người Na Uy.

## Cuộc đời và sự nghiệp
Mặc dù được sinh ra tại Hà Lan, Zwart lớn lên tại Fredrikstad, Na Uy. Khi mới tám tuổi, ông bắt đầu thực hiện các bộ phim ngắn. Ông theo học tại Học viện Điện ảnh Hà Lan ở Amsterdam nơi ông được biết đến với bộ phim học sinh Gabriel's Surprise. Bộ phim sau đó đã được chiếu trên truyền hình.
Ngoài các phim ngắn, video âm nhạc và các đoạn quảng cáo, ông còn tham gia đạo diễn nhiều phim điện ảnh như Agent Cody Banks, One Night at McCool's, Hamilton and Lange Flate Ballær 2. Ông cũng là đồng đạo diễn và nhà sản xuất cho Long Flat Balls, một bộ phim Na Uy về một cổ động viên bóng đá đến từ Fredrikstad, Na Uy. Bộ phim này đã trở thành một hiện tượng ở Na Uy. Tới nay bộ phim đạt doanh thu cao nhất của Zwart là Siêu nhí Karate với sự tham gia diễn xuất của Jaden Smith và Jackie Chan.
Harald Zwart đã đạo diễn nhiều video âm nhạc cho ban nhạc Na Uy a-ha, bài hát "Velvet" và "Forever Not Yours".

## Danh sách phim
- Hamilton (1998)
- One Night at McCool's (2001)
- Agent Cody Banks (2003)
- Lange flate ballær (2006)
- Lange flate ballær 2 (2008)
- The Pink Panther 2 (2009)
- Siêu nhí Karate (2010)
- Vũ khí bóng đêm: Thành phố Xương (2013)